# Charles Péguy
Charles Péguy (Orléans, 7 januari 1873 - Villeroy, 5 september 1914) was een Franse schrijver, dichter en essayist. Hij sneuvelde in de Eerste Slag bij de Marne.

## Levensloop

### Jeugd
Péguy groeide op in armoedige omstandigheden en werd opgevoed door zijn moeder en grootmoeder. Zijn vader was kort na zijn geboorte overleden. In 1891 sloot hij de middelbare school af en ontving een beurs, maar hij werd niet toegelaten tot de universiteit, omdat hij de toelatingstest niet doorstond. Hij diende vervolgens als dienstplichtige een jaar in het 131ste infanterieregiment (september 1892 - september 1893) in Orléans. Péguy probeerde het daarna opnieuw, ditmaal met succes. In 1894 begon hij zijn studie aan de École normale supérieure in Parijs, waar hij in contact kwam met Romain Rolland en de filosoof Henri Bergson, die bijzonder veel invloed op hem uitoefende. Péguy voelde zich verwant met het socialistische gedachtegoed en verdedigde de in de pers verguisde Alfred Dreyfus.

### Socialisme
In deze begintijd van zijn studie zwoer Péguy zijn katholiek geloof af, dat hij van huis uit had meegekregen. Hij werd socialist en was voor een "universele" socialistische republiek. In deze tijd schreef hij Jeanne d'Arc en De la Cité Socialiste (1897), waarin hij zijn socialistische visie nader uitwerkte. Aansluitend verliet hij de universiteit, ook al omdat hij slechte resultaten behaalde. In mei 1898 richtte hij met vrienden de boekhandel Librairie Georges Bellais op. Hij mengde zich in het politieke leven en schaarde zich achter Émile Zola, die zich met J'accuse in de Dreyfus-discussie mengde.

### Cahiers de la Quinzaine
Péguy viel op door zijn antiklerikale en antimilitaristische opvattingen. In 1899 trad hij uit de socialistische partij en richtte in januari 1900 de Cahiers de la quinzaine op, via welke hij zijn werk wilde publiceren en nieuwe talenten een platform wilde bieden. Romain Rolland, Julien Benda, Georges Sorel en André Suarès leverden er hun literaire bijdragen. Het blad hield zich onder meer bezig met de crisis, waarin de intellectuelen in Frankrijk zich zouden bevinden. Péguy kritiseerde het autoritaire denken en de burgerlijke dubbelmoraal, zoals die volgens Péguy omnipresent waren. Aandacht voor sociale vraagstukken bleef overigens grotendeels achterwege. Tegelijk begon hij meer en meer Frankrijk te mystificeren, dat hij nog het meest in staat zag "De stad van God" te kunnen belichamen, hetgeen bleek uit zijn in 1905 gepubliceerde Notre Patrie. In deze tijd vond ook zijn terugkeer naar het katholicisme plaats.

### Katholiek, nationalist en oorlogszuchtig
In 1906 biechtte Péguy aan Jacques Maritain op dat hij tot het geloof terugkeerde. Dit proces zou in 1908 afgesloten zijn. In zijn werk combineerde hij een polemische stijl en politieke stellingnames met lyrische en mystieke vorm en inhoud. Van verschillende zijde werd hij bekritiseerd: door de Rooms-Katholieke Kerk, omdat hij deze autoritair denken verweet, en door de socialisten, omdat hij hun pacifisme geselde. Samen met het opkomende nationalisme in alle Europese landen werd Péguy het voorbeeld van een iemand die evolueerde van het antimilitarisme naar het oorlogsenthousiasme dat kenmerkend was voor veel intellectuele en artistieke kringen aan de vooravond van de Eerste Wereldoorlog. Hij schreef aan Alexandre Millerand toen die in 1912 minister van Oorlog werd: "Laten we hopen dat we onder uw bewind de oorlog kunnen krijgen die sinds 1905 onze enige gedachte is."

### Gesneuveld

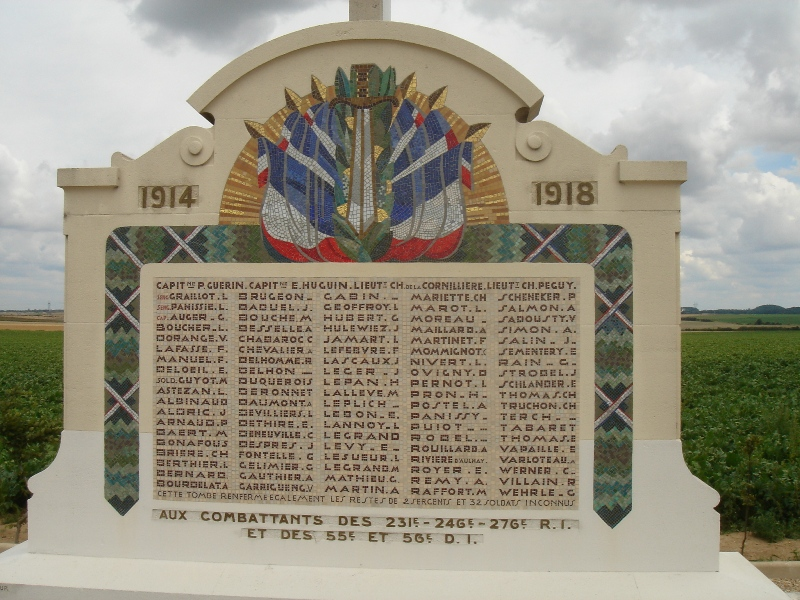
Oorlogsmonument bij Villeroy (Charles Péguy bovenaan rechts)

In 1912 en 1913 maakte hij de Pinksterbedevaart van de Notre Dame van Parijs naar de kathedraal van Chartres, maar toch was hij op dat moment nog geen praktiserend katholiek. Hij ontving de sacramenten pas weer op 15 augustus 1914 in Loupmont, op een moment dat hij al onder de wapenen was. Als reserve-luitenant vertrok hij na de mobilisatie op 3 augustus 1914 naar zijn onderdeel, de 19de compagnie van het 276ste infanterieregiment in Frans Lotharingen. Eind augustus was het Franse leger teruggedreven tot aan de Marne. Op 5 september kregen de reservisten van Péguy bevel om aan te vallen in de buurt van Villeroy, dicht bij Neufmontiers-lès-Meaux. Péguy werd door een kogel in zijn hoofd getroffen, toen hij zijn compagnie aanspoorde geen meter Franse grond aan de vijand prijs te geven. Hij had zijn mannen bevolen dekking te zoeken maar zelf was hij rechtop blijven staan. Een van zijn naasten, Joseph Le Tacconoux, meldt dat Péguy hem voor zijn vertrek zou hebben gezegd: "Zie jij mijn jongens ? Met hen gaan we 93 overdoen". Hieruit hebben sommigen, waaronder de schrijver Yann Moix en de historicus Paul-Eric Blanrue, de stelling verdedigd dat Péguy zelfmoord zou hebben gepleegd.

## Receptie
Politiek beschouwen als een onderdeel van spiritualiteit, zoals Péguy deed, maakte hem populair bij uiteenlopende figuren van rechts tot links. Deze late Péguy oefende aantrekkingskracht uit op onder meer de fascismefilosoof Giovanni Gentile, maar ook progressieve filosofen zoals Emmanuel Mounier. Benito Mussolini, de Italiaanse dictator die in zijn jonge jaren een ontwikkeling van socialist tot fascist doormaakte, en veel later de postmoderne filosoof Gilles Deleuze, beschouwden hem als een inspiratiebron. Péguy hechtte in zijn latere werk groot belang aan de Intuïtie als bron van kennis. Deze opvatting stelt hem in relatie tot de vaders van het vitalisme, Henri Bergson en Wilhelm Dilthey. Terwijl Péguys werk vele mogelijkheden biedt om zijn ideeën te kritiseren, groeit de waardering voor zijn kritische houding jegens de idee van de ideologie.

## Bibliografie

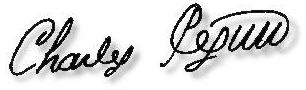
handtekening van Charles Péguy

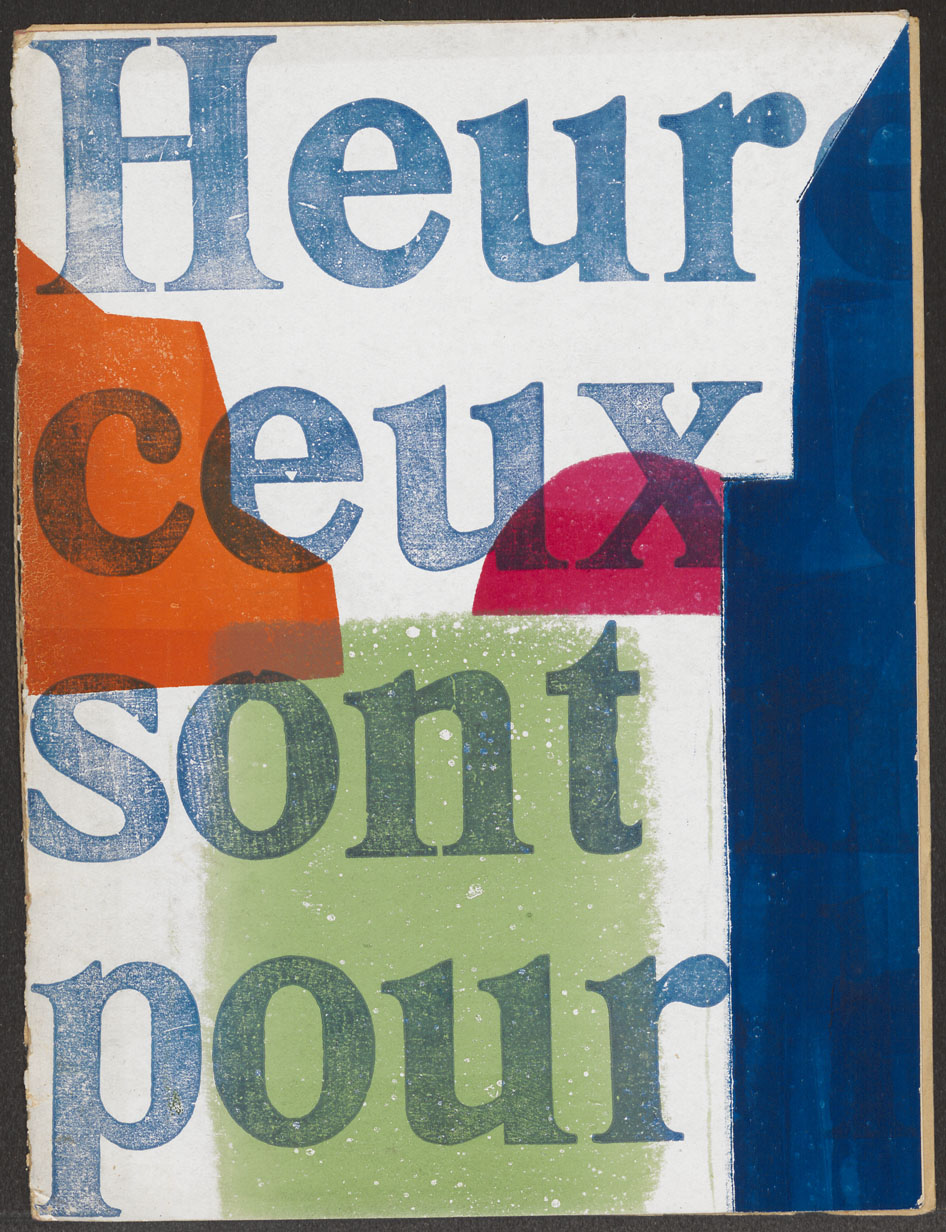
Prière pour nous autres charnels. Vormgeving H.N. Werkman